# Mittelndorf
Mittelndorf è una frazione tedesca di 500 abitanti del comune di Kirnitzschtal. Appartiene al circondario della Svizzera Sassone-Osterzgebirge (Sächsische Schweiz-Osterzgebirge), nel Land di Sassonia, ed è una delle 5 frazioni che compongono il comune.

## Storia
Tra le strutture più antiche del paese vi è il locale mulino (Mittelndorfer Mühle), risalente all'anno 1518.

## Geografia fisica
Il villaggio è situato nel contesto naturalistico della Svizzera Sassone, non lontano dalle rive del fiume Kirnitzsch. Sorge lungo la strada S 154 a metà strada fra le altre frazioni del proprio comune quali Altendorf e Lichtenhain, e l'abitato si sviluppa sul lato meridionale della strada. Da Sebnitz (nord) e Bad Schandau (sud) dista circa 8 km, 25 da Pirna (ovest), 27 da Děčín (sud-est, nella vicina Repubblica Ceca) e circa 50 da Dresda (ovest).

## Infrastrutture e trasporti

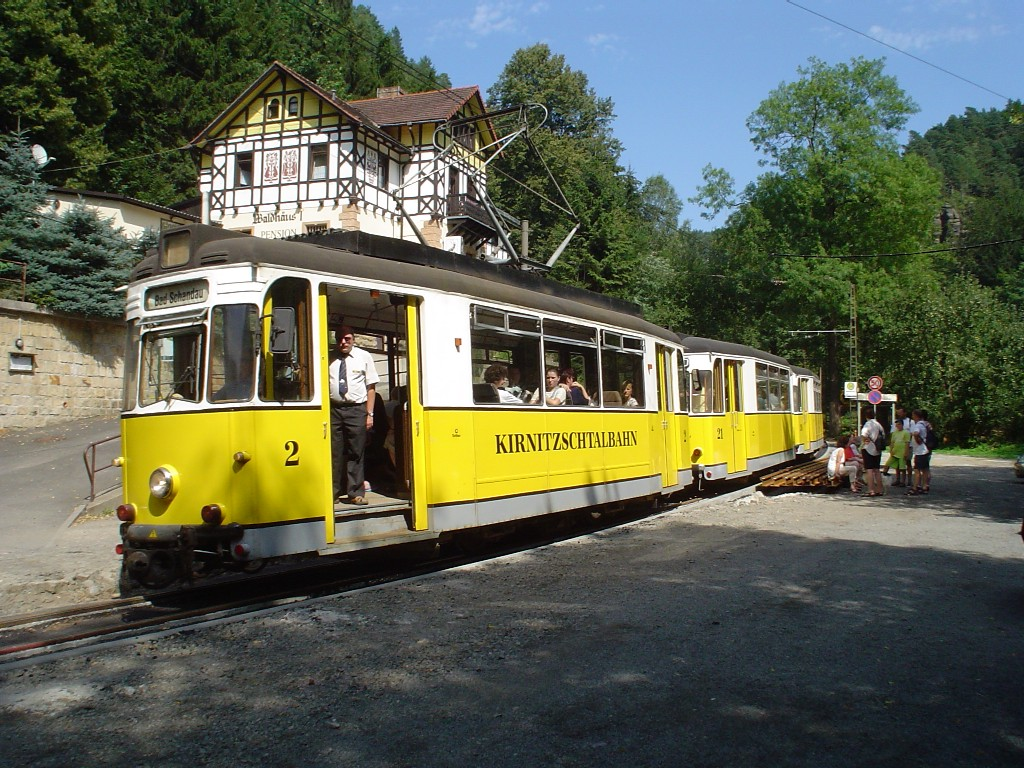
Tram a Forsthaus

A livello ferroviario Mittelndorf conta una fermata sulla linea secondaria DB Pirna/Bautzen-Neustadt in Sachsen-Sebnitz-Bad Schandau, situata nella vicina zona boschiva, nella tratta panoramica nota come "Sebnitztalbahn". I treni vi fermano solo periodicamente, fra marzo e novembre, anche a causa del fatto che essa è priva di collegamenti stradali, caso molto raro e simile a quello italiano della stazione di Pertosa.

Esso è altresì interessato dalla ferrovia tranviaria turistica "Kirnitzschtalbahn" Bad Schandau-Lichtenhainer Wasserfall, e conta 2 fermate: Mittelndorfer Mühle presso il locale mulino fuori dall'abitato e Forsthaus, in una località non lontana dal paese.